# Pseudotectaria crinigera
Pseudotectaria crinigera är en ormbunkeart som först beskrevs av Carl Frederik Albert Christensen, och fick sitt nu gällande namn av Tard. Pseudotectaria crinigera ingår i släktet Pseudotectaria och familjen Tectariaceae. Inga underarter finns listade.